# Andi Farid Izdihar
Andi Farid Izdihar (ismert Andi Gilang néven is) (Bulukumba, 1997. augusztus 14. –) indonéz motorversenyző, a gyorsaságimotoros-világbajnokságon szerepel. 2020-ban az Idemitsu Honda Team Asia csapat tagja volt a Moto2-es géposztályban.

## Karrierje

### Fiatalkora
Nyolc évesen kezdett el motorozni és 10 évesen már a helyi bajnokságban indult. 2010-ben csatlakozott az Astra Honda Racing fiatal versenyzőket támogató programjába.
2011 és 2013 között az Indospeed versenysorozatban indult egy Honda CBR150R nyergében; valamint a Region 2 Motoprix versenyein is szerepelt a A Honda Daya Golden Team színeiben.
2014-ben már nemzetközi szinten versenyzett: az Asia Dream Cup-ban 6. tudott lenni összesítésben. Viszont a szezon végén elindult az Asia Talent Cup válogatóján is, ahol végül megfelelt és így 2015-ben már indulhatott a Dorna tehetségkutatójában. 

### Asia Talent Cup
Első szezonjában jól mutatkozott be az ATC-ben, ahol 9. lett a pontversenyben – előtte több olyan versenyző végzett, akik később a világbajnokságon is elindulhattak (Pl.: Ayumu Sasaki, Kazuki Masaki, Ai Ogura, Adam Norrodin). 3 kiesése volt a szezon során, viszont ahányszor célba ért, mindig pontot is tudott szerezni. Két alkalommal állhatott dobogóra: az utolsó versenyhétvégén, Sepangban el tudott csípni egy második helyet; korábban pedig a katari versenyhétvégén megszerezte élete első futamgyőzelmét is ebben a szériában. Ezeket az eredményeket látva egyre nagyobb figyelem övezte őt hazájában, nagy népszerűségre tett szert. Szintén ebben az évben indult még a suzukai négyórás versenyen az Astra Honda Racinggel és Aditya Pangestu párjaként a kategóriájukban második helyezést értek el.
2016-ban már ő volt az egyik legrutinosabb tagja az Asia Talent Cup mezőnyének és sikerült is felülmúlnia az előző szezonban elért eredményeit. Itt már csak két kiesése volt a szezon során, viszont Ai Ogurával holtversenyben övé volt a legtöbb dobogós helyezés (6) és a legtöbb győzelem is (rajta kívül Chantra és Ogura is 3-3-at ért el). A végelszámolásnál így a 3. helyet szerezte meg – azonos pontszámmal, mint a negyedik helyezett Ryusei Yamanaka. A bajnok Somkiat Chantra lett Ai Ogura előtt. Izdihar ismét Katarban és Malajziában teljesített a legjobban: előbbinél mindkét futamot megnyerte, utóbbin pedig az utolsó versenyhétvége első versenyén lett első.

### CEV Moto3 Junior Világbajnokság
Izdihar még 2016-ban bekerült a Junior Talent Team-be, vagyis az Asia Talent Cup kiemelt tehetségei közé tartozott. Ez az indonéz Astra Honda Racing támogatásával azt jelentette, hogy életében először lehetősége volt elhagyni az ázsiai kontinenset és kipróbálni magát Európában, a junior világbajnokságon egy teljes szezon során. Ez a tanuló szezon végül 4 szerzett ponttal zárult: Portimaóban sikerült a 12. helyen végeznie, amivel 32. lett a pontversenyben. Egyébként 6 alkalommal bukott, ami a legtöbb volt abban a mezőnyben a szezon során.
Az Asia Talent Team-ben olyan versenyzők kaptak még helyet rajta kívül, mint Nakarin Atiratphuvapat, Kazuki Masaki, Kaito Toba, vagy Ayumu Sasaki. Egy évvel később Izdihar még mindig élvezte az ATC támogatását. Akkor már Ai Ogura és Somkiat Chantra is ehhez az alakulathoz tartozott.
2017-ben már 29 pontot szerezve a 17. helyen végzett az összetettben. A legjobb eredménye egy 5. helyezés volt Albacetében, ezen kívül pedig további két alkalommal végzett még a top 10-ben. A 12 versenyből összesen 5 alkalommal sikerült pontot szereznie és a bukások számát is lecsökkentette 4-re (valamint volt egy futam, amit kihagyott). Ezen felül az ARRC-ben is indult (az ázsiai bajnokság) az AP250-es kategóriában szabadkártyásként – egy 2. és egy 3. hely lett az övé.

### ARRC
Az ATC-t már kinőtte és kiállt mögüle az Asia Talent Team is. Az Astra Racing 2018-ban már Gerry Salimot indította a junior vb-n, így Izdihar számára csak az ázsiai bajnokság maradt. Történt viszont egy váltás: a Moto3-as géposztályból feljebb lépett és a folytatásban már 600-as gépekkel folytatta, ami a magasságához is jobban passzolt. Az ARRC-ben végül nem teljesített rosszul. Két bukást leszámítva szépen gyűjtögette a pontokat, az utolsó előtti versenyhétvégén pedig Sentulban meglepetésre mind a két versenyt megnyerte. Ennek köszönhetően úgy utazhatott el a thaiföldi zárófordulóra, hogy akár még bajnok is lehet. Végül azonban csak egy 7. és egy 8. hely jött össze neki, így a bajnokságban meg kellett elégednie egy 5. helyezéssel az SS600-as géposztályban.
A 2019-es szezont szintén ebben a bajnokságban töltötte és ezúttal is 5. lett az év végén. Mindössze két top 3-as helyezéssel, amiket Sepangban és a Bend Motorsport Parkban (Dél-Ausztrália) szerzett.

### Moto2
Az Astra Racing jóvoltából a 2019-es szezon jóval izgalmasabban telt számára, mint amilyenre alapjáraton számíthatott. Csapata ugyanis több szabadkártyás indulási lehetőséget is el tudott intézni neki a CEV Moto2-es bajnokságában, ami hivatalosan Európa-bajnokságként funkcionál. Összesítésben végül 14. lett, ám az igazán nagy ugrást a világbajnoki debütálás jelentette.
Az Idemitsu Honda Team Asia alakulat versenyzője, Dimas Ekky Pratama megsérült, így az ő helyén ugrott be Misanóban Izdihar és végül a 24. helyen zárt.
Ezek után a 2020-as szezonban végig ő mehetett Pratama helyén a Moto2-es vb-n. A csapattársa régi riválisa Somkiat Chantra lett, aki 10 pontot szerezve a 25. lett az összesítésben. Izdiharnak viszont nem sikerült pontot szereznie a szezon során – a legjobb eredménye egy 18. hely volt Valenciában.